# 總督府 (維吉尼亞)

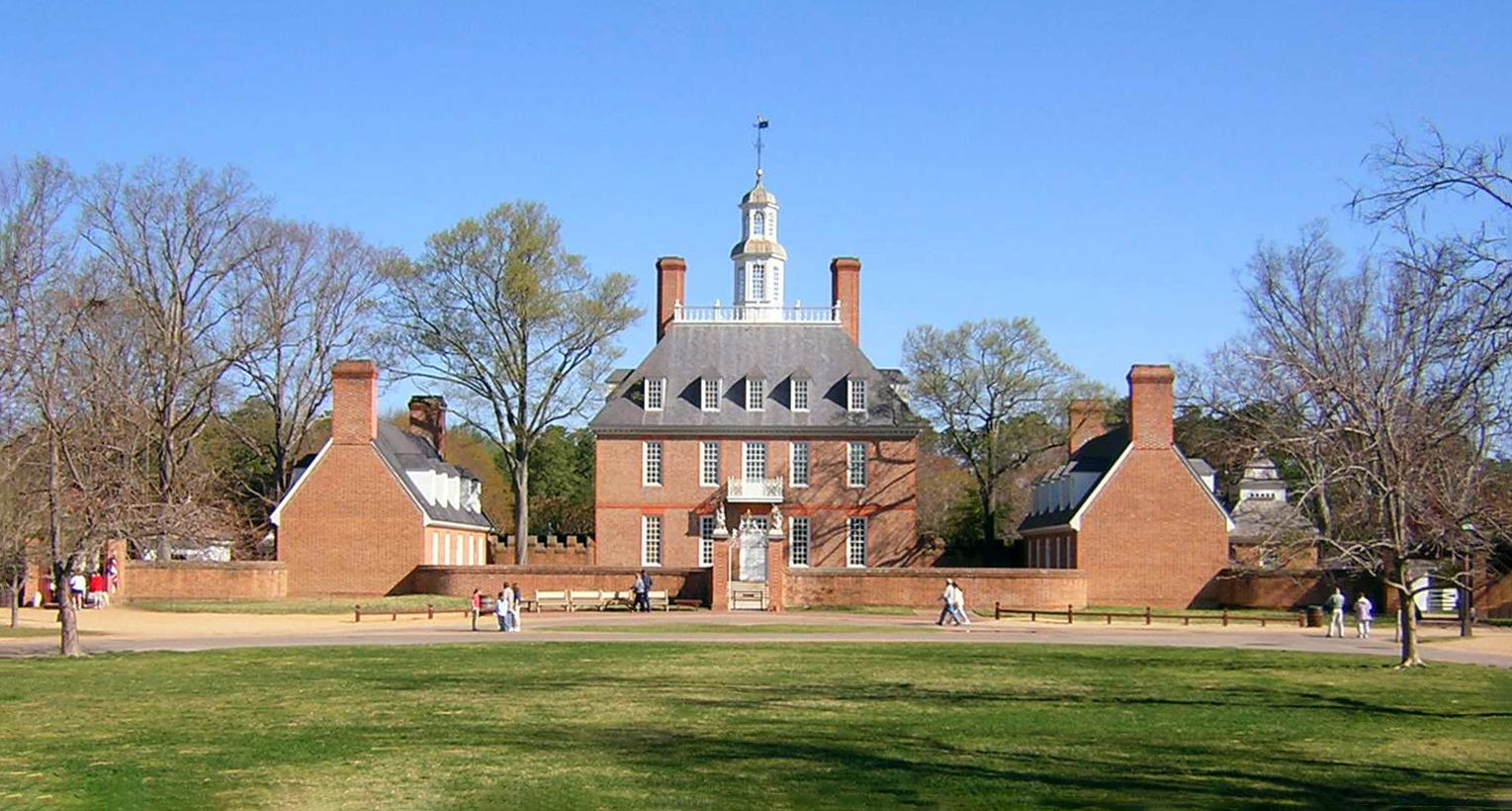
The Governor's Palace from Palace Green

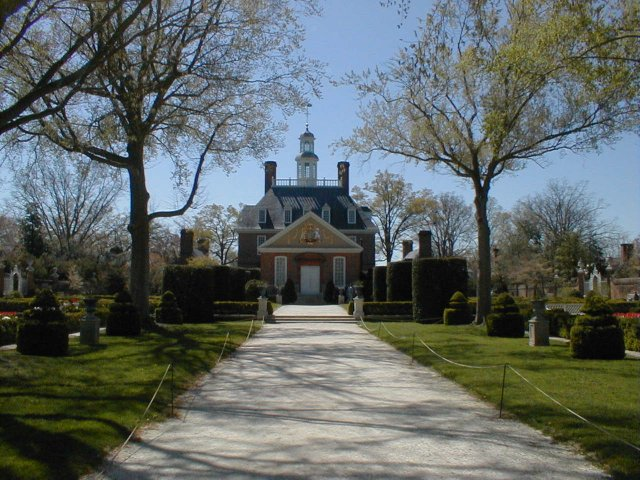
The Governor's Palace back (garden) side

總督府是維吉尼亞州長的宮殿，一棟兩層樓的紅磚房，最初是維吉尼亞的皇家州長們的家，位於威廉斯堡的格洛斯特公爵街。它是殖民地威廉斯堡第二大的建築，另一是國會大廈。
在殖民期間(1699-1780)，威廉斯堡是郡首府，總督府成了皇家州長的官邸。原本的總督府要用上16年修建，在1722年建成。
美國革命戰爭期間，在州長杰斐逊的敦促下，維吉尼亞首府被遷往里士满 (维吉尼亚州)，因為傑弗遜擔心脆弱的威廉斯堡擋不住英國的攻擊。不過，在革命戰爭期間，許多重要的大會都是在威廉斯堡舉行。在1781年12月22日，總督府和很多主要大廈被火毀壞了，其他的，大都在美國內戰期間被拆毀了。
經過古德溫牧師博士的努力，和石油大王洛克菲勒、John D. Rockefeller Jr.及他妻子Abby Aldrich Rockefeller提供的資助，這些華麗的宮殿在20世紀初期大都被重建。開放日是在1934年4月23日。